# Компанейский, Николай Иванович
Николай Иванович Компанейский (1848 — 17 [30] марта 1910) — писатель по истории музыки и русский духовный композитор.

## Биография
Родился в Приютино, близ Таганрога. Учился в Воронежском кадетском корпусе, Николаевским кавалерийском училище; был вольнослушателем в Санкт-Петербургском университете по физико-математическому факультету. Служил в кодификационном отделе при Военном Совете, сотрудничал в «Русской Музыкальной Газете» по отделу «церковное пение» и составлял духовно-музыкальные композиции. Вместе с Панченко и Лисицыным принадлежал к новейшему направлению русской духовной музыки. Брал темы для духовной музыки из народных песен. Примкнул к идее графа Уварова об инструментальной музыке в православном богослужении. Выступил с предложением включать в богослужение симфоническую музыку. Одна композиция была исполнена публично. Музыкальные сочинения были запрещены к печати духовной цензурой (были изданы лишь четыре «Херувимские» и некоторые другие произведения).
Знакомство с А. Н. Серовым, М. П. Мусоргским, А. С. Даргомыжским и оперным певцом О. А. Петровым оказало влияние на национальный характер его опер «Тарас Бульба» и «Майская ночь», которые он впоследствии сжёг. Из написанных им 41-го духовно-музыкального сочинения самые крупные: «Литургия» болгарского распева (1907) и «Догматики богородичны» знаменного распева.
Компанейский — поборник выдержанного древнерусского церковного стиля. Исходным началом фактуры его песнопений была не столько гармонизация церковных напевов, при которой голосовые партии, кроме главной, обыкновенно малохарактерны, сколько контрапунктическое комбинирование характерных мелодических элементов — «попевок», входящих в состав того или другого церковного напева. Его песнопения отличаются церковностью, выразительностью, соответствием музыки и текста, но им недостаёт порой технической законченности. Компанейский успешно отстаивал бесцензурный выпуск в свет духовных композиций против притязаний наблюдательного совета при московском Синодальном хоре.
Похоронен в Петербурге на Никольском кладбище Александро-Невской лавры.

## Важнейшие работы
- «О стиле церковных песнопений» (1901);
- «О связи русского церковного песнопения с византийским» (1903)
- «Современное демество» (цикл статей), «Упражнения для усовершенствования голоса» (1903)[3]
- Биография О. Петрова (1903)